# Distribuição ecológica
A distribuição ecológica é um conceito da ecologia política usado na análise da distribuição e assimetrias espaciais, sociais e temporais do uso humano dos bens e serviços ecológicos, especialmente os sumidouros, isso é, o processo de absorvição e transformação da poluição. O conceito surge da economia ecológica, associada principalmente ao teórico Joan Martinez-Alier e a análise do racismo ambiental e outras formas de conflitos ecológicos distributivos. Desigualdades na distribuição ecológica são apontadas na gestão dos resíduos sólidos em ambientes urbanos, frequentemente alocados em zonas pobres e racializadas das cidades, como também na assimetría global das trocas materiais e da alocação de atividades poluentes entre Sul e Norte, o que motiva o conceito de dívida ecológica.